# Mertschali Ozurgeti
Mertschali Ozurgeti är en georgisk fotbollsklubb från staden Ozurgeti. Klubben spelade i Pirveli Liga 2011/2012 och efter den ordinarie säsongen var klubben klar för uppflyttningsslutspel. 
Klubben har tidigare spelat i Umaghlesi Liga då man under säsongen 2003/2004 höll till i den högsta divisionen.